# Oxford Camerata
O Oxford Camerata é um coro de câmara inglês com sede em Oxford, Inglaterra. O Camerata foi fundado em 1984 pelo maestro Jeremy Summerly  e pelos cantores David Hurley e Henrietta Cowling e fez sua primeira apresentação em 22 de maio daquele ano. O conjunto consiste em uma composição de quinze cantores, embora o tamanho do pessoal varie de acordo com as demandas do repertório. Embora o Camerata seja conhecido por apresentar um repertório principalmente desacompanhado, ele também executou um repertório acompanhado, empregando os serviços do Oxford Camerata Instrumental Ensemble (fundado em 1992) e da Oxford Camerata Baroque Orchestra (fundada em 2007).

## Gravações
O Camerata ficou conhecido por suas interpretações da música antiga, após o lançamento de várias gravações na Naxos Records nas décadas de 1990 e 2000. Na primavera de 1991, Naxos assinou Summerly and the Camerata para um contrato de cinco álbuns para gravar várias obras-primas do Renascimento, com sessões de gravação começando em julho daquele ano. Após o sucesso dos cinco álbuns iniciais, Naxos continuou a lançar álbuns do Camerata, eventualmente ramificando-se além do repertório renascentista, incluindo gravações da versão original de 1888 do Requiem de Fauré e música medieval de Hildegarda de Bingen.

## Discografia
Todas as gravações realizadas por Jeremy Summerly.
- Palestrina: Missa Papae Marcelli, Missa Aeterna Christi Munera, abril de 1992 (Naxos 8.550573)
- Lamentations ( Branco, Tallis, Palestrina, Lassus, de Brito ), maio de 1992 (Naxos 8.550572)
- Byrd: Mass for Four Voices, Missa para cinco vozes, Infelix ego, julho de 1992 (Naxos 8.550574)
- Victoria: Missa O magnum mysterium, Missa O quam gloriosum / Lobo : Versa est in luctum, fevereiro de 1993 (Naxos8.550575)
- Tallis: Mass for Four Voices, Motets, outubro de 1993 (Naxos 8.550576)
- Medieval Carols, outubro de 1993 (Naxos 8.550751)
- Gesualdo:Complete Sacred Music for Five Voices, novembro de 1993 (Naxos 8.550742)
- Allegri: Miserere and Other Choral Masterpieces (compilação com outros artistas), novembro de 1993 (Naxos 8.550827) *
- Lassus: Masses for Five Voices, Infelix ego, novembro de 1993 (Naxos 8.550842)
- Fauré: Requiem (versão de 1888), Messe basse, Cantique de Jean Racine / Vierne: Andantino / de Séverac: Tantum ergo (com Lisa Beckley, Nicholas Gedge, Schola Cantorum de Oxford ), abril de 1994 (Naxos 8.550765)
- Renaissance Masterpieces ( Ockeghem, Josquin, Morales, Lhéritier, Rogier, Clemens ), maio de 1994 (Naxos 8.550843)
- Tye: Missa Euge bone, Peccavimus, Omnes gentes / Mundy : Kyrie, Magnificat, julho de 1994 (Naxos 8.550937)
- Purcell: Full Anthems & Organ Music, Music on the Death of Queem Mary ( Laurence Cummings, órgão), fevereiro de 1995 (Naxos 8.553129)
- Hildegard von Bingen: Revelations Heavenly, abril de 1995 (Naxos 8.550998)
- Dufay: Missa L'homme armé, Supremum est mortalibus bonum, abril de 1995 (Naxos 8.553087)
- Byrd : Mass for Four Voices, Mass for Five Voices / Tallis : Mass for Four Voices, setembro de 1995 (Naxos 8.553239) †
- Victoria / A. Lobo / D. Lobo / Lassus: Masses (com Schola Cantorum de Oxford ), setembro de 1995 (Naxos 8.553240) ‡
- Palestrina: Missa Papae Marcelli, Missa Aeterna Christi Munera, Stabat mater ( Schola Cantorum de Oxford ) / Allegri : Miserere, dezembro de 1995 (Naxos 8.553238) §
- Gibbons: Choral and Organ Music ( Laurence Cummings, órgão), janeiro de 1996 (Naxos 8.553130)
- Weelkes: Anthems, janeiro de 1996 (Naxos 8.553209)
- Schütz: Psalmen Davids, julho de 1996 (Naxos 8.553044)
- English Madrigals and Songs, agosto de 1996 (Naxos 8.553088)
- Schütz: The Christmas Story, Cantiones sacrae, Salmo 100, setembro de 1996 (Naxos 8.553514)
- Machaut: La Messe de Nostre Dame, músicas de Le Voir Dit, outubro de 1996 (Naxos 8.553833)
- Obrecht: Missa Caput, Salve Regina, janeiro de 1998 (Naxos 8.553210)
- Josquin: Missa L'homme armé, Ave Maria, Absalon fili me, março de 1998 (Naxos 8.553428)
- Local: Missa L'homme armé, Ave Maria, Alma Redemptoris Mater / Josquin: Memorando esto verbi tui, março de 1998 (Naxos 8.554297)
- Willaert: Missa Christus resurgens, Magnificat sexti toni, Ave Maria, novembro de 1998 (Naxos 8.553211)
- Let Voices Resound: Songs from Piae Cantiones (vozes femininas), janeiro de 1999 (Naxos 8.553578)
- Tomkins: Choral and Organ Music ( Laurence Cummings, órgão), setembro de 1999 (Naxos 8.553794)
- Tallis: Spem in alium, Missa Salve intemerata, junho de 2005 (Naxos 8.557770)
- Gombert: Magnificat I, Salve Regina, Credo, Tulerunt Dominum, janeiro de 2006 (Naxos 8.557732)
- Hildegard von Bingen: Celestial Harmonies, maio de 2008 (Naxos 8.557983)

* First release of Oxford Camerata recording of Miserere; reissue of Palestrina Lesson I for Maundy Thursday from Naxos 8.550572
† Compilation of recordings previously released on Naxos 8.550574 and Naxos 8.550576‡ Compilation of recordings previously released on Naxos 8.550575, Naxos 8.550682 (Schola Cantorum of Oxford/Summerly) and Naxos 8.550842§ Reissue of Naxos 8.550573 with addition of Schola Cantorum of Oxford/Summerly recording of Palestrina Stabat mater from Naxos 8.550836 and Oxford Camerata recording of Allegri Miserere from Naxos 8.550827